# Dominio di Krull
In matematica, un dominio di Krull è un dominio d'integrità che è intersezione di una famiglia localmente finita di domini di valutazione discreta. I domini di Krull sono, allo stesso tempo, una generalizzazione dei domini noetheriani integralmente chiusi (e, in particolare, dei domini di Dedekind) e dei domini a fattorizzazione unica.
Prendono il loro nome da Wolfgang Krull (1899 – 1971).

## Definizione
Sia {\displaystyle A} un anello commutativo unitario integro. {\displaystyle A} è un dominio di Krull se esiste una famiglia {\displaystyle \{V_{i}\}_{i\in I}} di domini di valutazione discreta (DVR) contenuti nel campo dei quozienti di {\displaystyle A} tali che {\displaystyle A=\bigcap _{i\in I}V_{i}} e, per ogni {\displaystyle a\in A}, esistono solo un numeri finito di {\displaystyle V_{i}} tali che {\displaystyle a} non è invertibile in {\displaystyle V_{i}}.
Equivalentemente, {\displaystyle A} è un dominio di Krull se, per ogni ideale primo {\displaystyle P} di altezza 1, la localizzazione {\displaystyle A_{P}} è un DVR, {\displaystyle A} è intersezione di queste localizzazioni e ogni elemento {\displaystyle a\in A} è contenuto in un numero finito di ideali primi d'altezza 1.

## Proprietà
Essendo intersezione di anelli integralmente chiusi, ogni dominio di Krull è integralmente chiuso.
La proprietà di essere un dominio di Krull soddisfa alcune proprietà di stabilità: ogni localizzazione {\displaystyle S^{-1}A} è ancora un dominio di Krull, così come la sua chiusura integrale in un'estensione finita del suo campo dei quozienti; analogamente, gli anelli dei polinomi {\displaystyle A[\mathbf {X} ]} e delle serie formali {\displaystyle A[[\mathbf {X} ]]} in un qualunque numero di indeterminate sono ancora domini di Krull (per ognuna delle tre definizioni di anello delle serie formali in infinite indeterminate). Al contrario, questa proprietà non è invariante rispetto al passaggio al quozienti: ad esempio, l'anello {\displaystyle K[X,Y]/(X^{2}-Y^{3})} (dove {\displaystyle K} è un campo) non è neppure integralmente chiuso.
L'intersezione di un numero finito o di un insieme localmente finito di domini di Krull è ancora un dominio di Krull, mentre l'intersezione di una famiglia arbitraria può non esserlo.

### Legami con gli anelli noetheriani
Tutti i domini noetheriani integralmente chiusi sono domini di Krull: se, infatti, {\displaystyle P} è un primo di altezza 1, la localizzazione {\displaystyle A_{P}} è un dominio locale noetheriano integralmente chiuso di dimensione 1, e quindi è un DVR; inoltre, ogni {\displaystyle a\in A} è contenuto in un numero finito di ideali primi d'altezza 1 (poiché l'anello {\displaystyle A/aA} ha un numero finito di primi minimali). Viceversa, tutti i domini di Krull di dimensione 1 sono noetheriani, ovvero sono domini di Dedekind.
Diversi teoremi relativi agli anelli noetheriani si generalizzano ai domini di Krull, sebbene sia a volte necessario restringerne il campo d'applicazione. Ad esempio, i domini di Krull, come gli anelli noetheriani, verificano il teorema dell'ideale principale, mentre un teorema solo parzialmente valido è quello sull'esistenza della decomposizione primaria: se {\displaystyle I} è un ideale di un dominio di Krull, {\displaystyle I} può non essere decomponibile, ma lo è sicuramente se è principale.
Un altro legame naturale tra i domini noetheriani e i domini di Krull è dato dal teorema di Mori-Nagata, che afferma che la chiusura integrale di un dominio noetheriano nel suo campo dei quozienti (o, più in generale, in un'estensione finita del suo campo dei quozienti) è un dominio di Krull. Più in generale, la chiusura integrale di un anello noetheriano {\displaystyle A} ridotto (ma non necessariamente integro) nel suo anello totale dei quozienti è il prodotto diretto di {\displaystyle r} domini di Krull, dove {\displaystyle r} è il numero dei primi minimali di {\displaystyle A}.

## Proprietà di fattorizzazione
Tutti i domini di Krull sono atomici, ovvero ogni elemento può essere espresso come prodotto di elementi irriducibili.
Ogni dominio a fattorizzazione unica (UFD) è un dominio di Krull, in quanto i primi di altezza 1 di un UFD sono principali; viceversa, un dominio di Krull i cui primi di altezza 1 sono principali sono a fattorizzazione unica. Per "misurare" quanto un dominio di Krull è lontano dall'essere a fattorizzazione unica si può introdurre un gruppo, detto gruppo delle classi, che generalizza il concetto di gruppo delle classi di un dominio di Dedekind.
Un ideale frazionario {\displaystyle I} di un dominio di Krull {\displaystyle A} con campo dei quozienti {\displaystyle K} è divisoriale se {\displaystyle I=(A:(A:I))}, dove {\displaystyle (I:J):=\{x\in K\mid xJ\subseteq I\}}. L'insieme degli ideali divisoriali è un gruppo sotto l'operazione di moltiplicazione tra ideali, che è isomorfo al gruppo abeliano libero generato dagli ideali primi di altezza 1; in particolare, ogni ideale divisoriale {\displaystyle I} ha una decomposizione primaria
{\displaystyle I=P_{1}^{(e_{1})}\cap \cdots \cap P_{n}^{(e_{n})}}
dove i {\displaystyle P_{i}} sono ideali primi di altezza 1, gli {\displaystyle e_{i}} sono interi positivi e {\displaystyle P_{i}^{(e_{i})}=P_{i}^{e_{i}}A_{P_{i}}\cap A} è la {\displaystyle e_{i}}-esima potenza simbolica di {\displaystyle P_{i}}.
Il gruppo delle classi di {\displaystyle A} è definito come il quoziente tra il gruppo degli ideali divisoriali e il sottogruppo degli ideali frazionari principali; esso si riduce al gruppo banale se e solo se {\displaystyle A} è a fattorizzazione unica, ovvero se e solo se tutti gli ideali divisoriali sono principali. Se {\displaystyle A} è un dominio di Dedekind, allora il gruppo delle classi di {\displaystyle A} non è altro che il quoziente tra il gruppo degli ideali invertibili e il sottogruppo degli ideali frazionari principali.